# Nabothova cysta

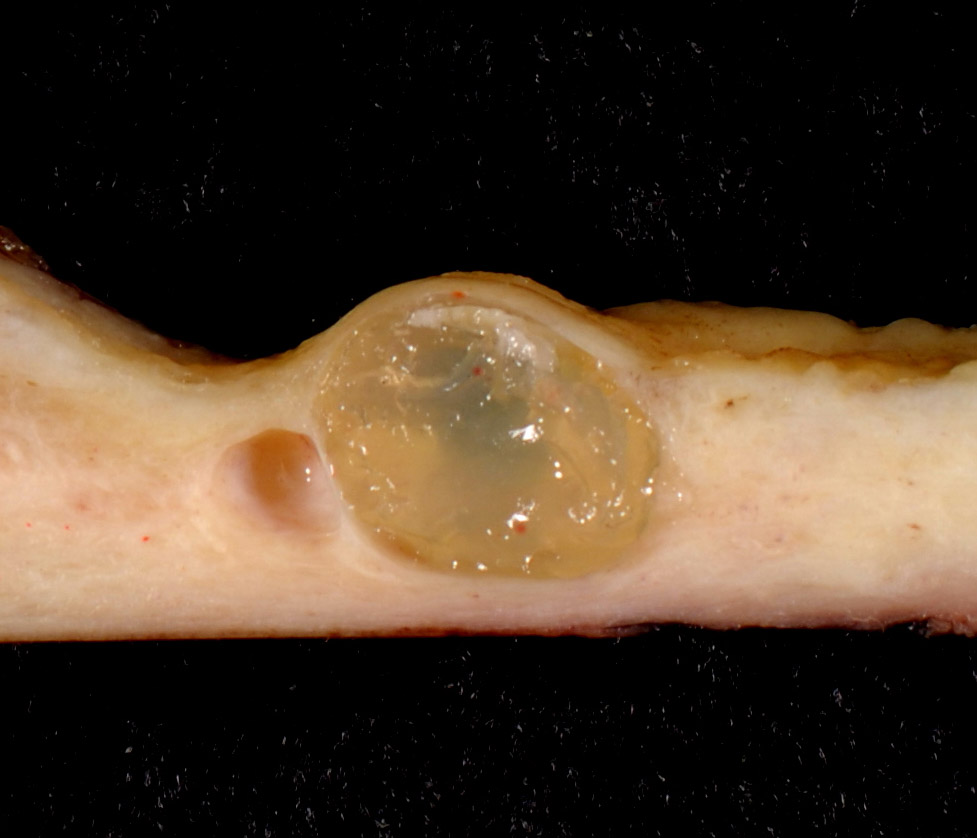
Nabothova cysta – makroskopický preparát

Nabothova cysta (latinsky: ovula Nabothi) či retenční cysta děložního hrdla, je nezhoubná cysta děložního hrdla, která vzniká uzavřením vývodu hlenové žlázy. Příčinou bývá nejčastěji chronický zánět v oblasti děložního hrdla.
Nabothovy cysty se klinicky neprojevují, u velké většiny žen nezpůsobují žádné potíže a jejich zjištění proběhne většinou náhodně při gynekologickém vyšetření z jiných důvodů. Jejich rozměry jsou většinou několik milimetrů, jen ojediněle dosahují velikostí nad 2 cm – velké cysty mohou způsobovat problémy tlakem na okolní struktury. Často se diagnostikuje při vyšetření magnetickou rezonancí (MRI).
Je pojmenovaná po německém lékaři, anatomovi a chemikovi Martinu Nabothovi.

## Zobrazení při MRI
Nabothova cysta má v T1 vážení střední nebo vyšší signálovou intenzitu z důvodu obsahu větší koncentrace bílkovin. V T2 vážení je hyperintenzní, je oválná či okrouhlá, ostře ohraničená a má hladké okraje. Je třeba ji rozeznat od vzácnějšího typu karcinomu děložního hrdla, známého jako adenoma malignum, což může být i s pomoci MRI obtížné. Rozhodujícím znakem je přítomnost či nepřítomnost solidní složky v ložisku.